# Gonatodes
Gonatodes — рід геконів родини Sphaerodactylidae. Має 21 видів. Інші назви «карликовий гекон», «кутопалий гекон».

## Опис
Загальна довжина представників цього роду сягають 20—25 см. Кольору дуже барвисті, зазвичай ці гекони двоколірні. Тулуб темний, коричневий, голова може бути яскраво—жовтою або червоною. Посеред хребта пролягає контрастна смужка білого або бежевого кольору. Зіниці круглі, нездатні повністю скорочуватися.

## Спосіб життя
Живуть у тропічних лісах. Полюбляють високу рослинність, дерева. Активні вдень. Харчуються комахами.
Це яйцекладні гекони. Відкладаються зазвичай 2 яйця.

## Розповсюдження
Мешкає у Південній Америці та Карибському басейні.

## Види
- Gonatodes albogularis
- Gonatodes alexandermendesi
- Gonatodes annularis
- Gonatodes antillensis
- Gonatodes atricucullaris
- Gonatodes caudiscutatus
- Gonatodes ceciliae
- Gonatodes concinnatus
- Gonatodes chucuri
- Gonatodes eladioi
- Gonatodes falconensis
- Gonatodes hasemani
- Gonatodes humeralis
- Gonatodes machelae
- Gonatodes ocellatus
- Gonatodes petersi
- Gonatodes purpurogularis
- Gonatodes seigliei
- Gonatodes taniae
- Gonatodes tapajonicus
- Gonatodes vittatus